# Mergey
Mergey est une commune française, située dans le département de l'Aube en région Grand Est.

## Géographie
| Villacerf | Chapelle-Vallon | Aubeterre              |
| Payns     | Mergey          | Feuges                 |
| Saint-Lye |                 | Saint-Benoit-sur-Seine |

Au cadastre de 1838 se trouvent : Bataille, Belle-Chaume, Bordet, Chapellotte, Froide-Rive, les Granges, la Nagère, le Pré-Dollant, le Puit-au-Berger, Saint-Julien, Tirepaine.

### Hydrographie
La commune est dans la région hydrographique « la Seine de sa source au confluent de l'Oise (exclu) » au sein du bassin Seine-Normandie. Elle est drainée par le Melda, le Petit Melda, le canal 01 du Pré Vieux, le Fossé la Neuve Rivière, le Fossé la Noue Violette, la noue du Bois Jean et divers autres petits cours d'eau,.
Le Melda, d'une longueur de 24 km, prend sa source dans la commune de Lavau et se jette  dans la Seine à Savières, après avoir traversé huit communes.

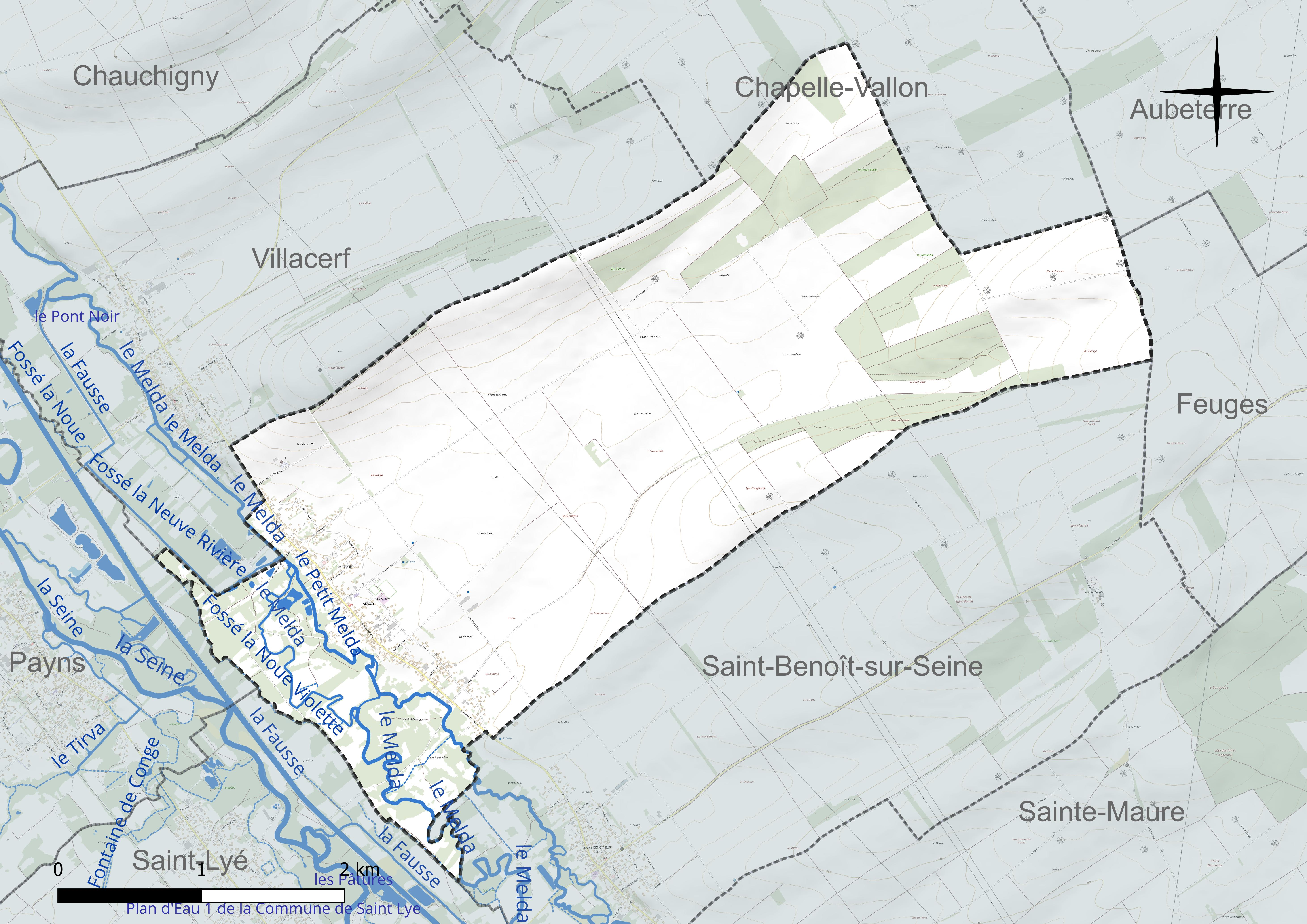
Réseau hydrographique de Mergey.

### Climat
Pour des articles plus généraux, voir Climat du Grand Est et Climat de l'Aube.
En 2010, le climat de la commune est de type climat océanique dégradé des plaines du Centre et du Nord, selon une étude du Centre national de la recherche scientifique s'appuyant sur une série de données couvrant la période 1971-2000. En 2020, Météo-France publie une typologie des climats de la France métropolitaine dans laquelle la commune est exposée à un climat océanique altéré et est dans la région climatique Nord-est du bassin Parisien, caractérisée par un ensoleillement médiocre, une pluviométrie moyenne régulièrement répartie au cours de l’année et un hiver froid (3 °C).
Pour la période 1971-2000, la température annuelle moyenne est de 10,7 °C, avec une amplitude thermique annuelle de 15,7 °C. Le cumul annuel moyen de précipitations est de 704 mm, avec 12,1 jours de précipitations en janvier et 7,9 jours en juillet. Pour la période 1991-2020, la température moyenne annuelle observée sur la station météorologique de Météo-France la plus proche, « Troyes-Barberey », sur la commune de Barberey-Saint-Sulpice à 6 km à vol d'oiseau, est de 11,3 °C et le cumul annuel moyen de précipitations est de 644,6 mm. 
La température maximale relevée sur cette station est de 41,8 °C, atteinte le 25 juillet 2019 ; la température minimale est de −23 °C, atteinte le 17 janvier 1985,,.
Les paramètres climatiques de la commune ont été estimés pour le milieu du siècle (2041-2070) selon différents scénarios d'émission de gaz à effet de serre à partir des nouvelles projections climatiques de référence DRIAS-2020. Ils sont consultables sur un site dédié publié par Météo-France en novembre 2022.

## Urbanisme

### Typologie
Au 1er janvier 2024, Mergey est catégorisée commune rurale à habitat dispersé, selon la nouvelle grille communale de densité à 7 niveaux définie par l'Insee en 2022.
Elle est située hors unité urbaine. Par ailleurs la commune fait partie de l'aire d'attraction de Troyes, dont elle est une commune de la couronne,. Cette aire, qui regroupe 209 communes, est catégorisée dans les aires de 200 000 à moins de 700 000 habitants,.

### Occupation des sols
L'occupation des sols de la commune, telle qu'elle ressort de la base de données européenne d’occupation biophysique des sols Corine Land Cover (CLC), est marquée par l'importance des territoires agricoles (72,9 % en 2018), en augmentation par rapport à 1990 (71,2 %). La répartition détaillée en 2018 est la suivante : 
terres arables (72,7 %), forêts (21,2 %), zones urbanisées (4 %), milieux à végétation arbustive et/ou herbacée (1,9 %), zones agricoles hétérogènes (0,2 %). L'évolution de l’occupation des sols de la commune et de ses infrastructures peut être observée sur les différentes représentations cartographiques du territoire : la carte de Cassini (XVIIIe siècle), la carte d'état-major (1820-1866) et les cartes ou photos aériennes de l'IGN pour la période actuelle (1950 à aujourd'hui).

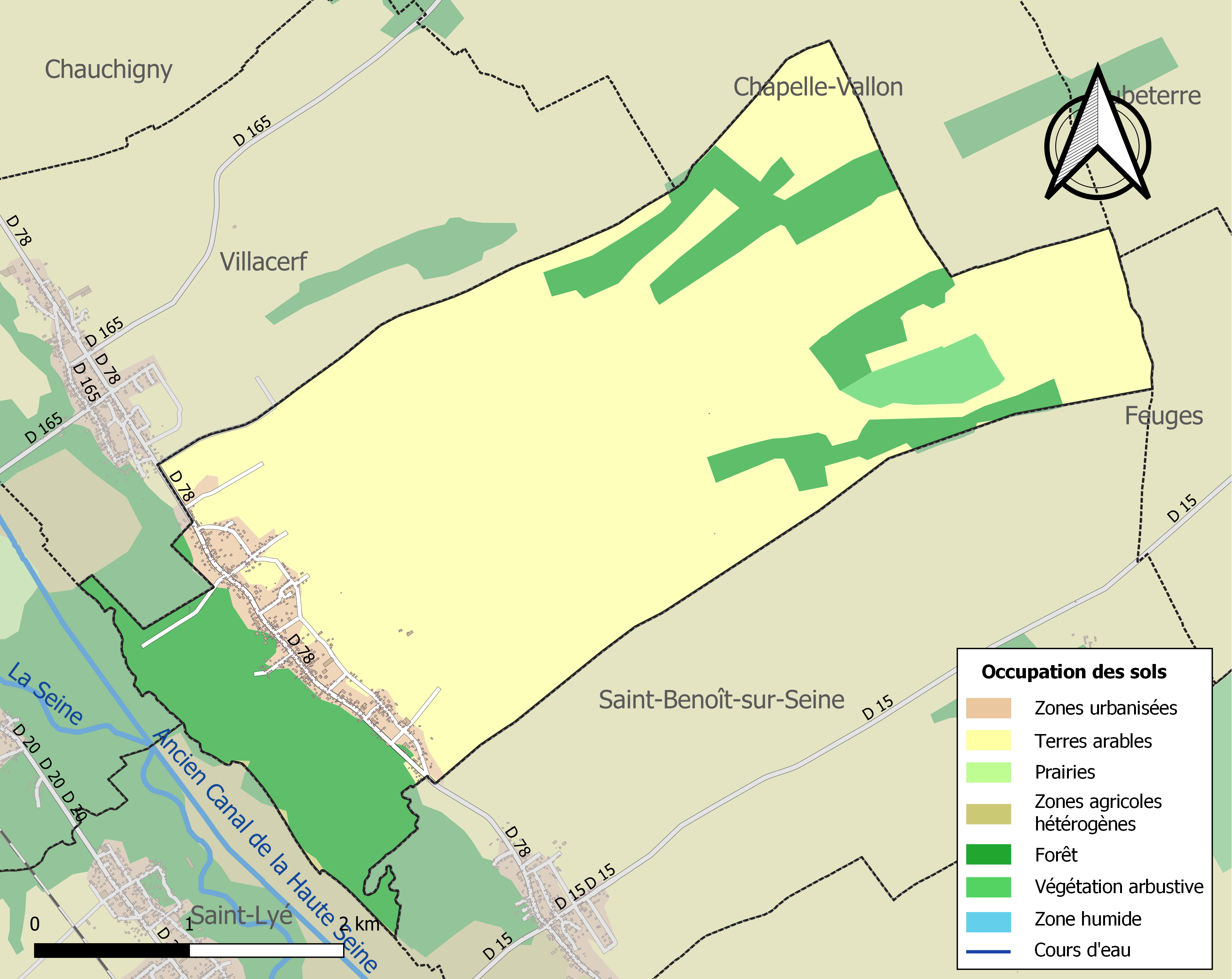
Carte des infrastructures et de l'occupation des sols de la commune en 2018 (CLC).

## Histoire
Au XIIe siècle les droits de bourgeoisie et de jurée furent acquis par François de Roère, baron de Saint-Sépulcre et eurent ainsi très souvent les mêmes seigneurs que Froide-Rive, Chaugny et Feuges mais relevaient du château de Chappes et ainsi du roi par la Grosse-TOur de Troyes.
Jusqu'en 1789 Mergey dépendait de l'intendance et de la généralité de Châlons, de l'élection et du bailliage de Troyes ainsi que du marquisat de Villacerf.

### Froide-Rive
Aussi Frigidus Paries, Fracta Rippa, Fraiterive. Les moines de l'abbaye de Montièramey y avaitn fait construire un moulin en 1207. Jean II de Saint-Sépulcre confirmait les dons faits à Froiderive en 1280. Ce moulin est cité jusqu'en 1711.

## Politique et administration
| Période                                  | Période  | Identité         | Étiquette | Qualité                                                                  |
| ---------------------------------------- | -------- | ---------------- | --------- | ------------------------------------------------------------------------ |
| 1919                                     |          | Jules Sourvat    |           |                                                                          |
| mars 2001                                | mai 2020 | Serge Saunois    |           | Retraité de l'enseignement                                               |
| mai 2020                                 | en cours | Marie-Luce Burri |           | Personne sans activité Professionnelle de 60 ans et plus (non Retraitée) |
| Les données manquantes sont à compléter. |          |                  |           |                                                                          |

## Démographie
L'évolution du nombre d'habitants est connue à travers les recensements de la population effectués dans la commune depuis 1793. Pour les communes de moins de 10 000 habitants, une enquête de recensement portant sur toute la population est réalisée tous les cinq ans, les populations de référence des années intermédiaires étant quant à elles estimées par interpolation ou extrapolation. Pour la commune, le premier recensement exhaustif entrant dans le cadre du nouveau dispositif a été réalisé en 2008.

En 2022, la commune comptait 663 habitants, en évolution de −4,74 % par rapport à 2016 (Aube : +0,7 %, France hors Mayotte : +2,11 %).
| 1793 | 1800 | 1806 | 1821 | 1831 | 1836 | 1841 | 1846 | 1851 |
| ---- | ---- | ---- | ---- | ---- | ---- | ---- | ---- | ---- |
| 424  | 404  | 422  | 513  | 579  | 604  | 569  | 600  | 606  |

| 1856 | 1861 | 1866 | 1872 | 1876 | 1881 | 1886 | 1891 | 1896 |
| ---- | ---- | ---- | ---- | ---- | ---- | ---- | ---- | ---- |
| 624  | 620  | 617  | 575  | 538  | 536  | 515  | 485  | 476  |

| 1901 | 1906 | 1911 | 1921 | 1926 | 1931 | 1936 | 1946 | 1954 |
| ---- | ---- | ---- | ---- | ---- | ---- | ---- | ---- | ---- |
| 461  | 448  | 425  | 379  | 363  | 370  | 347  | 355  | 391  |

| 1962 | 1968 | 1975 | 1982 | 1990 | 1999 | 2006 | 2008 | 2013 |
| ---- | ---- | ---- | ---- | ---- | ---- | ---- | ---- | ---- |
| 354  | 371  | 350  | 418  | 594  | 605  | 654  | 668  | 700  |

| 2018 | 2022 | - | - | - | - | - | - | - |
| ---- | ---- | - | - | - | - | - | - | - |
| 684  | 663  | - | - | - | - | - | - | - |

## Lieux et monuments
- Église Saint-Sulpice de Mergey.

## Personnalités liées à la commune
Marcel Artelesa.